# Durex
Durex – nazwa kilku różnych produktów obecnych na rynkach światowych. Najpopularniejszą częścią marki Durex są prezerwatywy produkowane przez brytyjsko-holenderską korporację RB (dawny Reckitt Benckiser). Oferowane są również żele intymne oraz gadżety.
Nazwa, zarejestrowana w 1929 roku przez London Rubber Company, jest skrótowcem grupowym utworzonym z angielskich słów  durability, reliability and excellence (odpowiednio: trwałość, niezawodność, doskonałość). 
Durex kontroluje około 1/4 światowego rynku prezerwatyw, wytwarzając ich ok. 1 miliarda rocznie w 17 fabrykach na całym świecie. Obecnie linia produktów marki to 20 rodzajów prezerwatyw lateksowych  (8 dostępnych na polskiej stronie) oraz:
- Avanti – pierwszy męski kondom wytwarzany z poliuretanu (niedostępne w Polsce)
- Real Feel[2] – nielateksowy materiał, którego cechami są wyjątkowa cienkość i bezpieczeństwo dla alergików (dostępne na polskiej stronie)[3].

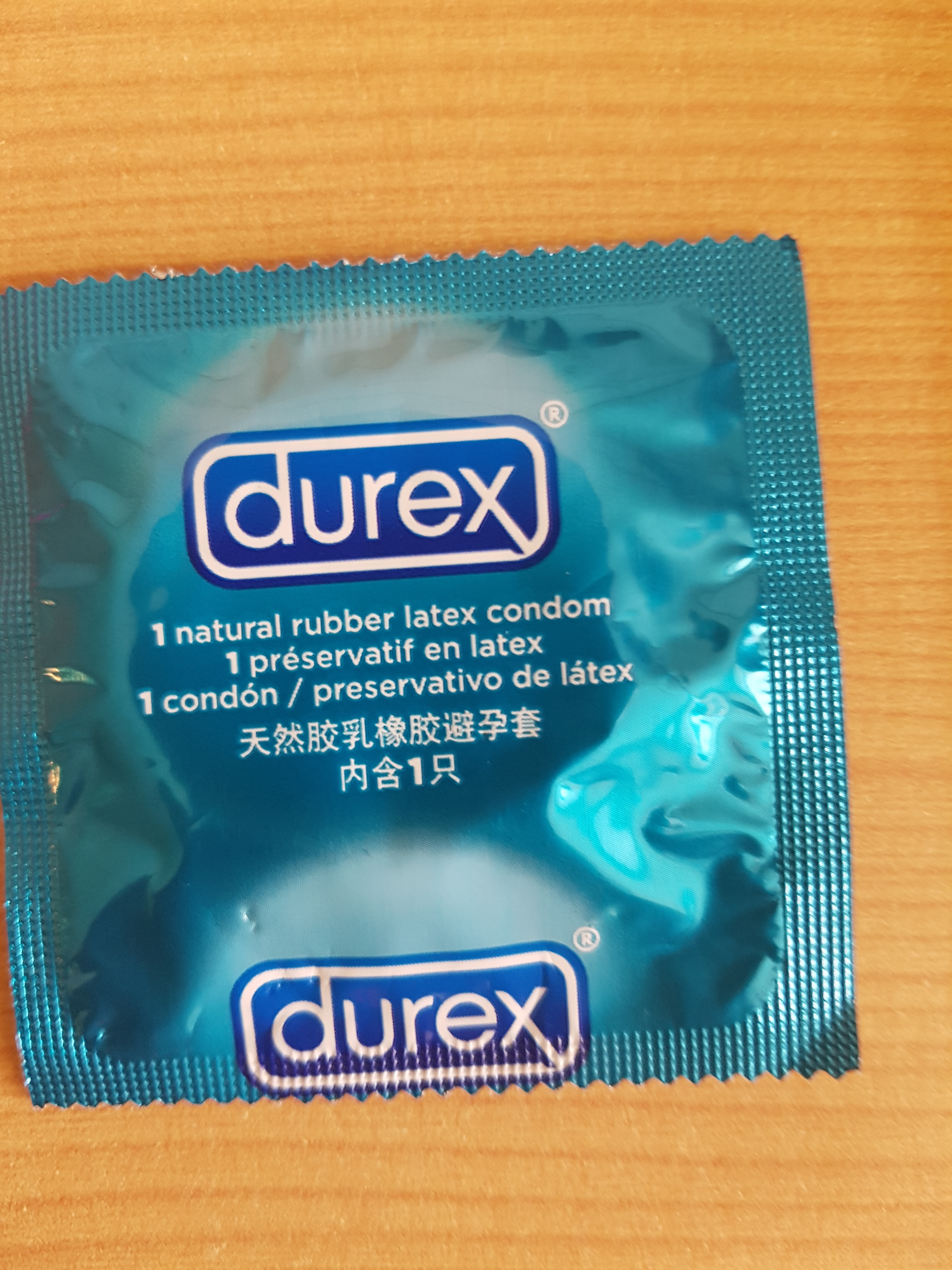
Prezerwatywa lateksowa

Durex produkuje również linię lubrykantów i żeli do celów intymnych (m.in. rozgrzewające, do masażu, wydłużające czas stosunku, smakowe).
W czerwcu 2007 Durex zapowiedział stworzenie nowej linii produktów: prezerwatyw wspomagających erekcję i powiększających rozmiar prącia (prezerwatywy mają zawierać żel rozszerzający tętnice i tym samym zwiększający ukrwienie penisa).

## Inne znaczenia
- Durex to popularna marka taśmy klejącej w Ameryce Łacińskiej i Stanach Zjednoczonych (produkty wytwarza 3M), stworzonej w 1946 roku w Brazylii.
- W Meksyku Durex to marka skarpet.
- Durex Steel, obecnie część ZCL Composites Inc., to kanadyjski producent metalu.
- Durex Corporation była północno-amerykańskim konglomeratem producentów taśm (m.in. 3M), działającym na rynku w latach 1920–1950, rozwiązanym przez Sąd Najwyższy Stanów Zjednoczonych na podstawie ustaw antytrustowych (antymonopolowych).